# Banchetul (Platon)

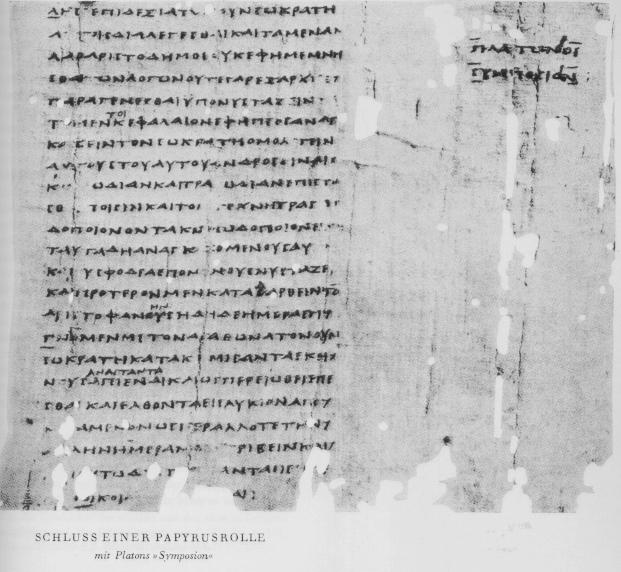

Banchetul (sau despre dragoste) (în greacă veche Συμπόσιον) este un dialog socratic scris de filosoful grec Platon, discipol al lui Socrate.
Acesta descrie un concurs prietenos de discursuri extemporanee dat de un grup de oameni notabili care frecventează un banchet. Printre bărbați se numără și filosoful Socrate, figura generală și politică Alcibiade, dramaturgul Agaton și comediograful Aristofan. Discursurile trebuie să fie date în lauda lui Eros, zeul iubirii și al dorinței, și fiul Afroditei. În cadrul Simpozionului, Eros este recunoscut atât ca dragoste erotică, cât și ca un fenomen capabil de a inspira curaj, vitejie, fapte mari și lucrări, și de a învinge teama naturală a omului de moarte. Este văzută ca transcende originile sale pământești și atinge înălțimile spirituale. Această elevație extraordinară a conceptului de dragoste ridică problema dacă unele dintre cele mai extreme excorturi de sens ar putea fi destinate ca umor sau farsă. Eros este aproape întotdeauna tradus ca "dragoste", iar cuvântul englez are propriile sale soiuri și ambiguități care oferă provocări suplimentare pentru efortul de a înțelege Eros din Atena antică.
Constantin Noica spunea că „nici o altă carte de filosofie nu e mai nefilosofică în aparență; nici o viziune morală n-a fost atât de vie, până la scandal. În realitate, ceea ce înfățișează Platon, sub aparențe atât de libere, este o ordine: ordo amoris. Așa cum mai târziu, un neoplatonic, Augustin, va arunca vorba „Iubește și fă ce vrei”, Platon arată aici că orice dragoste adevărată este dragoste de cele adevărate: năzuința către un bine permanent, așadar "procreație întru frumusețe spirituală”.
O asemenea dragoste - "platonică", s-a spus - nu exclude de fel, ci implică celelalte forme de dragoste. Dar le implică drept trepte de urcat. Căci dragostea înseamnă o permanentă infidelitate față de orice și de oricine, în numele fidelității față de binele durabil."

## Legături externe
- English translation of Plato's Symposium by Benjamin Jowett: copy at Internet Classics Archive Arhivat în 10 aprilie 2011, la Wayback Machine. and another at University of Adelaide with Jowett's introduction
- Longer summary Arhivat în 2 aprilie 2019, la Wayback Machine. of the Symposium by Glyn Hughes
- Angela Hobbs' podcast interview on Erotic Love in the Symposium  Arhivat în 20 iulie 2011, la Wayback Machine.
- Approaching Plato: A Guide to the Early and Middle Dialogues
- Symposium, english translation by Benjamin Jowett carte audio din domeniul public la LibriVox
- BBC In Our Time: Plato's Symposium. (Radio programme discussing the Symposium)
- Crompton, Louis. „Plato (427-327 B.C.E.): The Symposium”. glbtq.com. p. 2. Arhivat din original la 6 februarie 2015. Accesat în 5 februarie 2015.